# Ismael Gómez Fuentes
Ismael Gómez Fuentes (* 14. Juli 1878 in San Salvador; † 16. Mai 1934 in Santa Tecla) war ein salvadorianischer Diplomat.

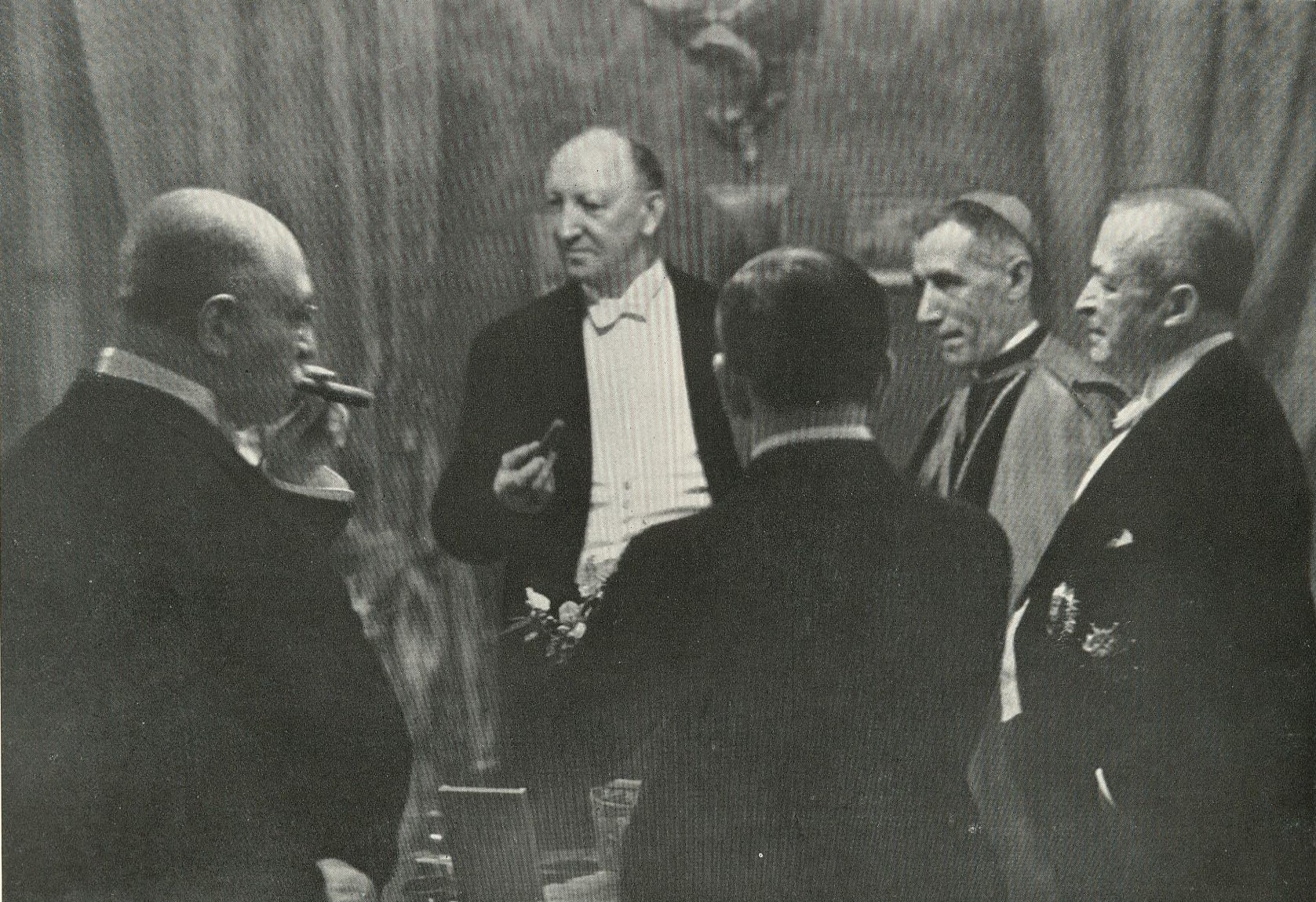
Oscar Wassermann; Hermann Rüfenacht; Cesare Orsenigo; Ismael Fuentes in Berlin

## Leben
Ismael Gómez Fuentes wurde im Kindesalter Waise.
Er besuchte die kurz vorher gegründete Escuela Politécnica, (Militärakademie), welche von General José María Francés y Roselló, geleitet wurde, qualifizierte sich und wurde mit zwei Kommilitonen für weitere Studien drei Jahre nach Berlin gesandt.
Anschließend wurde er an de salvadoreanischen Konsulaten in Guatemala-Stadt und San José (Costa Rica) als Gesandtschaftssekretär beschäftigt, als Alberto Masferrer Exequatur für Costa Rica hatte.
In dieser Zeit begann er auch für Zeitungen und Zeitschriften zu schreiben.
Zurück in El Salvador schrieb er für Diario de El Salvador die von Román Mayorga Rivas herausgegeben wurde, für El Figaro,  La Pluma und  La Semana Literaria.
Neben Arturo Ambrogi und Luis Lagos y Lagos gehörte er zu den viel gelesenen Journalisten El Salvadors dieser Zeit.
In der Folge wurde er von Kriegsminister General Fernando Figueroa als Privatsekretär beschäftigt.
1906, im Krieg gegen Guatemala wurde er zum Oberstleutnant ernannt.
1907 heiratete er in Santa Tecla, María Castellanos Palomo, die Tochter von Jacinto Castellanos Rivas
Er wurde Generalvertreter für Singer Nähmaschinen in El Salvador.
Im Sommer 1918 wurde er Generalsekretär der Partido Nacional Democrático, die Staatspartei der Dinastía Meléndez-Quiñones.
Im März 1919 wurde er als Gesandtschaftssekretär nach Madrid und Rom gesandt.
Bis Ende 1925 war er Geschäftsträger in Madrid, vertrat dort den Postminister auf der Konferenz des Weltpostverein und war 1924 Bevollmächtigter der salvadoreanschen Regierung bei einem Vertrag zu Schiedsverfahren mit der Regierung von Uruguay.
Von Dezember 1925 bis Mai 1931 war er außerordentlicher Gesandter und Ministre plénipotentiaire in Berlin.
Zurück in El Salvador war er bis ein paar Monate vor seinem Tod Schriftleiter der Tageszeitung „El Día“.
Er war Gründer der Academia Salvadoreña de la Historia.